# Sauvignac
Sauvignac är en kommun i departementet Charente i regionen Nouvelle-Aquitaine i västra Frankrike. Kommunen ligger  i kantonen Brossac som ligger i arrondissementet Cognac. År 2022 hade Sauvignac 98 invånare.

## Befolkningsutveckling
Antalet invånare i kommunen Sauvignac
Referens:INSEE